# Kiang Central
Kiang Central é um distrito da Gâmbia.